# Строительство Транссибирской магистрали в обход Томска
Строительство Транссибирской железнодорожной магистрали в обход Томска — один из сложных исторических вопросов конца XIX века. Возник из-за того, что главная железнодорожная магистраль Сибири пролегла мимо крупнейшего в то время города, административного и транспортного центра губернии. К Томску от Транссиба была проложена лишь 95 километровая ветвь Средне-Сибирской железной дороги.
Основные споры о строительстве Транссибирской магистрали в Обь-Томском междуречье велись в 1887—1893 годах.
Для направления магистрали на Томск был наиболее удобен мостовой переход через Обь у деревни Дубровиной (в 30 км к северо-востоку от Колывани). Альтернативным был впоследствии реализованный вариант у деревни Кривощёково (на месте будущего Новосибирска, ныне ст. Новосибирск-Западный). 
Важным обстоятельством является то, что ради экономии средств приоритетом строительства было соединение с Дальним Востоком, а не между существовавшими городами Сибири.
По расчётам Н. Г. Гарина-Михайловского, руководившего работами на участке «Челябинск — Обь» Западно-Сибирской железной дороги и лично участвовавшего в изысканиях, вариант прокладки через Томск удлинил бы магистраль на 120—150 вёрст, что привело бы к излишнему пробегу транзитных грузов и к удорожанию перевозок.
Сторонником прокладки Великого Сибирского пути через Кривощёково (то есть в отдалении от Томска) был Асинкрит Ломачевский, занимавший пост томского губернатора в 1895−1900 годах.
В принятом варианте Томск, один из важных транспортных узлов Западной Сибири, подключался к Транссибу веткой, отведённой от основной магистрали.